# Jackson (Alabama)
Jackson es una ciudad ubicada en el condado de Clarke en el estado estadounidense de Alabama. En el censo de 2000, su población era de 5419.

## Demografía
En el 2000 la renta per cápita promedia del hogar era de $34,806, y el ingreso promedio para una familia era de $45,516. El ingreso per cápita para la localidad era de $17,346. Los hombres tenían un ingreso per cápita de $43,558 contra $21,125 para las mujeres.

## Geografía
Jackson se encuentra ubicada en las coordenadas 31°31′15″N 87°53′27″O / 31.52083, -87.89083 (32.863424, -85.199684)
Según la Oficina del Censo de los EE. UU., la ciudad tiene un área total de 15.18 millas cuadradas (39.32 km²).